# Castellare-di-Mercurio
Castellare-di-Mercurio es una comuna y población de Francia, en la región de Córcega, departamento de Alta Córcega.
Su población en el censo de 1999 era de 25 habitantes.

## Demografía
| 66 | 90 | 45 | 38 | 29 | 25 |
| Para los censos de 1962 a 1999 la población legal corresponde a la población sin duplicidades (Fuente: INSEE [Consultar]) |    |    |    |    |    |